# Bashar al-Assad
Bashar Hafez al-Assad (eller al-Asad; arabiska: بشار حافظ الأسد, Bashar Hafiz al-Asad; uttal: [baʃˈʃaːr ˈħaːfezˤ elˈʔasad]), född 11 september 1965 i Damaskus, är en syrisk politiker som var landets president mellan den 17 juli 2000 och den 8 december 2024. Under sin tid som president var han även ledare för det syriska Baathpartiet.

## Barndom och utbildning
Bashar al-Assad är son till Anisa Makhlouf och Hafez al-Assad, med alawitisk bakgrund. Hans uppväxt präglades av politik och det faktum att hans far Hafez al-Assad tagit över det syriska presidentskapet i en militärkupp 1970. Till skillnad från sina bröder, Bassel och Maher samt sin syster Bushra, var Bashar tyst och reserverad samt saknade intresse för både politiken och det militära. Han har vid ett senare tillfälle berättat att han endast varit inne på sin fars kontor en gång under dennes presidentskap, och då pratade de inte politik.
Han fick sin grundskole- och gymnasieutbildning i den arabisk-franska al-Hurriya-skolan i Damaskus och sägs ha varit en exemplarisk elev som utmärkte sig akademiskt. Under 1982 tog han examen från gymnasiet och började då studera medicin vid universitetet i Damaskus. År 1988 utexaminerades Assad från universitetet och började arbeta som läkare på Syriens största militära sjukhus, Tishrin, i utkanten av Damaskus. Fyra år senare flyttade Assad till Storbritannien för att studera vid Western Eye Hospital i London. Bashar hade vid denna tidpunkt få politiska ambitioner. Hans far hade bestämt sig för att Bashars äldre bror, Bassel al-Assad, skulle bli landets framtida president. Bashar fick återvända till Syrien under 1994 för gå med i den syriska armén, efter Bassels död i en bilolycka.

## Presidentskap
När Hafez al-Assad dog år 2000, övertog Bashar presidentposten och rollerna som ledare för Baathpartiet och militären. En förutsättning var att Majlis al-Sha'b (parlamentet) hade röstat igenom att åldersgränsen för presidentposten sänktes från 40 till 34 år (Assads ålder vid tillfället). Bashar tillträdde den 17 juli 2000. Han omvaldes för en andra mandatperiod i valet 2007, där han  enligt syriska regeringskällor fick 97,6 % av rösterna.
Inrikespolitiskt har Assad kritiserats för bristen på mänskliga rättigheter, ekonomiskt förfall och korruption. I sin utrikespolitik har al-Assad intagit en kritisk hållning mot USA och Israel. Samtidigt har han hyllats av anhängare och samhällsanalytiker för att stå för ett sekulärt, progressivt och icke-diskriminerande styre och att ha motarbetat islamistiskt konservativ extremism. Anhängare av Bashar al-Assad lyfter ofta fram exempel såsom modernismen[förklaring behövs] och till viss del kvinnors stärkta rättigheter (i jämförelse med andra länders styren i regionen) och roll i samhället i Syrien. Kritik riktades ofta från konservativt islamistiska strömningar mot Assad som en "fiende till islam" på grund av hans progressiva[förklaring behövs] hållning.
Baathpartiet har i parlamentet full majoritet och ses som det statsbärande partiet. Fram till dess att han blev president var Assad inte involverad i politik; hans enda publika roll var som chef för Syrian Computer Society som introducerade internet i Syrien under 2001. Assad bekräftades som president genom en folkomröstning utan motkandidater år 2000. Han förväntades inta en mer liberal inställning än sin far. I en intervju har han förklarat att han ser demokrati i Syrien som "ett verktyg till ett bättre liv" men hävdade att det skulle ta tid för demokratin att komma till stånd och att det måste få ta den tid det tar.

### Ekonomi

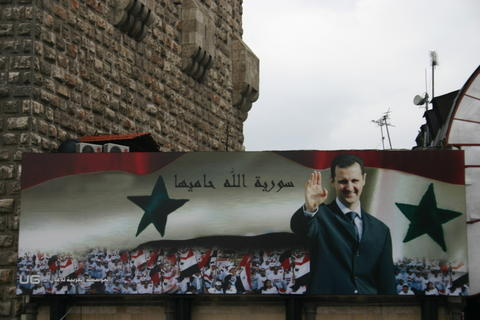
Plansch med ett porträtt av Assad och texten Gud skyddar Syrien år 2006

Ekonomisk liberalisering i Syrien har varit väldigt begränsad, och de flesta industrier är fortfarande hårt kontrollerade av staten. Dock har vissa förändringar skett, bland annat införandet av privata banker och uppmuntran av utländska investeringar i vissa sektorer, framför allt inom oljesektorn. Behovet av en diversifiering av ekonomin har tryckts på från olika håll, framför allt eftersom det har förutspåtts att Syrien kommer att gå över från att exportera till att behöva importera olja år 2016. Beroendet av olja återspeglas i att tillverkningsexporten endast representerar 3,1 procent av Syriens BNP. Dessa frågor är särskilt relevanta eftersom Syriens befolkning väntas fördubblas till över 34 miljoner fram till år 2050. Till och från har det varit mildare ekonomiska sanktioner mot Syrien (Syrien Accountability Act) som har tillämpats USA, vilket ytterligare komplicerar situationen. Av stor betydelse är de pågående förhandlingarna om ett frihandelsavtal med Europeiska unionen .

### Mänskliga rättigheter
I en lag från 2007 krävs det att internetkaféer registrerar alla kommentarer besökare gör via chattforum. Webbsidor som arabiska Wikipedia, Youtube och Facebook var blockerade mellan 2008 och 2011.
Oberoende organisationer som Human Rights Watch och Amnesty International har ett flertal gånger rapporterat om hur Bashars regering och den hemliga polisen systematiskt torterar, fängslar och dödar motståndare till landets styrelse. Sedan 2006 har användningen av reseförbud mot oliktänkande utvidgats, en praxis som är olaglig enligt internationell rätt. I det avseendet är Syrien det värsta landet bland arabstaterna.

### Utrikespolitik

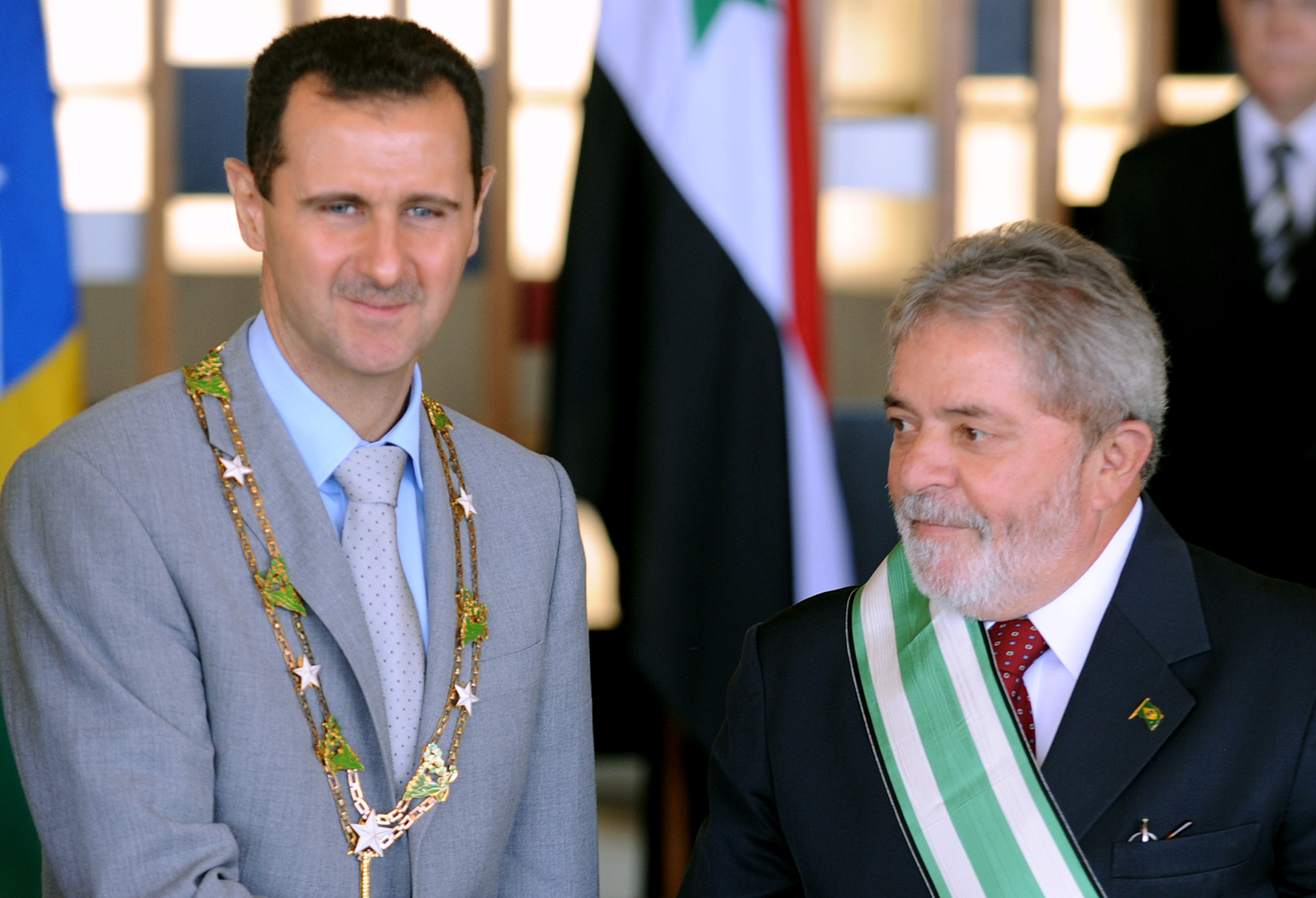
Brasiliens president Lula da Silva och Bashar al-Assad 30 juni 2010.

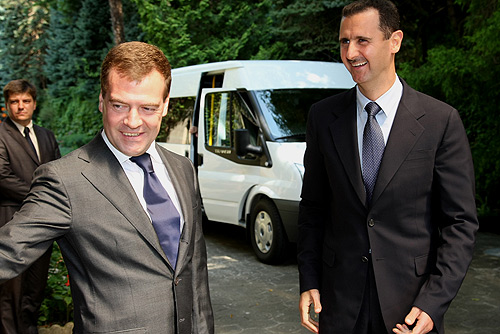
Assad tillsammans med Rysslands dåvarande president Dmitrij Medvedev under ett besök i Sotji i augusti 2008.

Assads första officiella statsbesök var till Frankrike för att möta president Jacques Chirac, med vilken han hade goda relationer .
USA, Europeiska unionen, 14 mars-rörelsen, Israel och Frankrike har anklagat Assad för att ge ekonomiskt stöd till militanta grupper som är aktiva mot Israel och mot oppositionella politiska grupper [källa behövs]. Den senare kategorin skulle omfatta de flesta politiska partier förutom Hizbollah, Hamas och Islamiska Jihad. Enligt MEMRI har Assad hävdat att USA kan dra nytta av den syriska erfarenheten med att bekämpa organisationer som Muslimska brödraskapet från exempelvis Massakern i Hama.
Assad motsatte sig invasionen i Irak 2003 trots en långvarig konflikt mellan den syriska och den irakiska regeringen[källa behövs]. Assad använde de roterande mandat i FN:s säkerhetsråd som Syrien hade vid detta tillfälle för att försöka stoppa invasionen. Efter invasionen i Irak av koalitionsstyrkorna anklagades Assad för att stödja det irakiska upproret[källa behövs]. En amerikansk general anklagade honom för att tillhandahålla finansiering, logistik och utbildning för irakiska och utländska muslimer för att göra attacker mot de amerikanska styrkorna och koalitionsstyrkorna i Irak.
Mordet på den förre libanesiske premiärministern Rafik Hariri i februari 2005, och de efterföljande anklagelserna om Syriens inblandning samt stöd till antiisraeliska grupper orsakade en stor kris i relationerna mellan Syrien och USA. Assad kritiserades för Syriens närvaro i Libanon, vilken avslutades 2005, och USA utfärdade sanktioner mot Syrien delvis på grund av detta[källa behövs]. Vid påven Johannes Paulus II begravning under 2005 skakade Assad hand med Israels dåvarande president Moshe Katsav[källa behövs].
I arabvärlden har Assad haft goda relationer till Palestinska befrielseorganisationen, men relationerna till många andra arabiska stater, och i synnerhet till Saudiarabien har försämrats. Detta beror delvis på Assads fortsatta inblandning i Libanon och hans samarbete med Iran. I samband med Kriget i Georgien 2008 gjorde Assad ett officiellt besök i Ryssland. I en intervju med den ryska tv-kanalen Vesti hävdade han att man inte kan separera händelserna i Kaukasus från den amerikanska närvaron i Irak, som han fördömt som ett "direkt hot mot Syriens säkerhet."[källa behövs]
I en intervju med Wall Street Journal 2011 berättade Assad att han ansåg sig vara "antiisraelisk" och "antiväst", och att det på grund av denna politik inte fanns någon fara för att han skulle bli störtad.

## Upproren 2011–2024
Efter en rad demonstrationer i arabvärlden började protesterna i Syrien den 26 januari 2011. Demonstranterna krävde politiska och ekonomiska reformer och ett återinförande av medborgerliga rättigheter samt ett slut på det långvariga undantagstillstånd som rått i landet sedan 1963. Ett försök till samordnade demonstrationer kallad "vredesdagen" fastställdes till 4–5 februari 2011, men det slutade händelselöst. Eftersom regeringen lovat förhandla med demonstranterna kände de sig segervissa. Demonstranterna började beväpna sig, våld utbröt spontant på flera platser. I det läget försökte polis stoppa dem. Protesterna 18–19 mars var de största i Syrien på flera decennier och den syriska myndigheten kom att svara med våld mot sina medborgare[källa behövs]. Efter att Assad hade störtats den 8 december 2024 flydde han till Ryssland där han beviljades politisk asyl.

### Västmakterna
Den 18 maj 2011 undertecknade Barack Obama, USA:s president, en verkställande order om sanktioner mot Bashar al-Assad i ett försök att pressa hans regering "att avsluta sin användning av våld mot sin befolkning och börja en övergång till ett demokratiskt system som skyddar rättigheterna för det syriska folket." Sanktionerna fryste direkt Bashar al-Assads alla tillgångar inom USA samt inom USA:s jurisdiktion. Den 23 maj 2011 enades EU:s utrikesministrar vid ett möte i Bryssel att ge al-Assad och nio andra ledande syriska tjänstemän reseförbud inom EU samt frysning av deras tillgångar. Den 24 maj 2011 införde även Kanada sanktioner mot ett flertal syriska styresmän, bland annat Assad [källa behövs]. I augusti samma år krävde president Obama tillsammans med ledande företrädare för EU att al-Assad skulle avgå.
Den 20 juni 2011, i ett tal som varade nästan en timme, lovade Assad en nationell dialog med en riktning mot nya reformer, nya parlamentsval samt större frihet. Han uppmanade också flyktingar att återvända hem från Turkiet samtidigt som han försäkrade dem amnesti och skyllde all oro på ett litet antal sabotörer.
I augusti 2011 attackerade syriska säkerhetsstyrkor landets mest kända politiska tecknare, Ali Farzat, en välkänd kritiker av Syriens regering och dess fem månader långa attacker mot demokratiaktivister, demonstranter och oliktänkare. Anhöriga till den svårt misshandlade tecknaren berättade för västerländska medier att angriparna hotade att bryta Farzats ben som en varning för att få honom att sluta med karikatyrerna av regeringstjänstemän, särskilt president Bashar al-Assad. Farzat var på sjukhus med frakturer i både händerna och huvudet.

### Konstitutionsfrågan
Den 10 januari 2012 höll Assad ett tal där han anklagade upproren för att vara andra länders påhitt och hävdade att "segern var nära". Han sade också att Arabförbundet, genom utestängningen av Syrien, visade att det inte längre var ett arabförbund. Assad sade också att landet inte kommer "hålla dörrarna stängda" för en arabisk-medlad lösning så länge landets "nationella suveränitet" respekteras. Han sade också att en folkomröstning om en ny konstitution kommer att hållas i mars 2012. En omröstning som vissa såg som en skenmanöver för att dämpa protesterna.
En folkomröstning om en ny konstitution hölls redan den 26 februari 2012. Valdeltagandet blev att av 14 580 000 röstberättigade tog sig 8 376 000 (ungefär 57 %) till valurnorna. I folkomröstningen röstade 89,4 % av dessa röstberättigade för den nya konstitutionen som tillåter en mångfald av politiska partier, dock inte partier med en uttalad religiös linje. Den nya konstitutionen stipulerar att en president kan sitta två mandatperioder om sju år och att nästa presidentval skulle hållas 2014.

## Privatliv
I december 2000 gifte Bashar al-Assad sig med Asma al-Assad (född Akhras), en brittisk sunnimuslim av syrisk härstamning som han mötte när han studerade i London. De är föräldrar till tre barn, Hafez (född 2001), Zein (född 2003) och Karim (född 2004).